# 오카모토 기도
오카모토 기도(岡本綺堂, 1872년 11월 15일 ~ 1939년 3월 1일)은 '일본 괴담 문예의 아버지'로 불리는 소설가 겸 가부키 극작가이다.

## 약력
일본 소설가이자 극작가로, 본명은 오카모토 게이지(岡本敬二). 도쿄부립중학을 졸업한 뒤 24년간 신문기자로 일했다. 기자 근무 때 쓴 희곡이 가부키로 상연, 큰 성공을 거두어 작가로서 본격적인 활동을 시작했다. 이후 100여 편 이상의 장편과 단편 소설을 집필했다. 대표 저서에는 괴기와 탐정, 추리 등이 혼합된 《청와당 괴담회》, 《한시치 체포록》 시리즈 등이 있다. 현재 ‘일본 괴담 문예의 아버지’로 불리며, 미야베 미유키 등 후대 작가들에게 창작 영감을 주고 있다.

## 국내 출간 목록
- 《청와당 괴담회》(전2권)(돌도래)
- 《탐정야화》(전3권)(돌도래)
- 《근대요이담》(전3권)(돌도래)
- 《미우라 노인의 기담》(전3권)(돌도래)
- 《고금괴사건록》(전3권)(돌도래)
- 《요이신담》(전3권)(돌도래)
- 《괴수》(전3권)(돌도래)
- 《기도야화》(전3권)(돌도래)
- 《여우무사》(전3권)(돌도래)
- 《유곽의 연인》(전2권)(돌도래)
- 《중국고전기담》(전7권)(돌도래)
- 《오카모토 기도 괴담 컬렉션》(현재 18편 출간 중)(돌도래)
- 《오카모토 기도 기담 컬렉션》(현재 19편 출간 중)(돌도래)